# Euchaetes psara
Euchaetes psara là một loài bướm đêm thuộc phân họ Arctiinae, họ Erebidae.